# Nikisiałka Duża
Nikisiałka Duża – wieś sołecka w Polsce położona w województwie świętokrzyskim, w powiecie opatowskim, w gminie Opatów.
| SIMC    | Nazwa                   | Rodzaj    |
| ------- | ----------------------- | --------- |
| 0801668 | Nikisiałka Duża-Kolonia | część wsi |

Prywatna wieś duchowna Niekisiałka Wielka położona była w drugiej połowie XVI wieku w powiecie sandomierskim województwa sandomierskiego. W latach 1975–1998 miejscowość administracyjnie należała do województwa tarnobrzeskiego.
Przez wieś przechodzi  zielony szlak rowerowy do Opatowa.
Według spisu powszechnego z roku 1921 w gminie Opatów spisano:
| Nikisialka Duża | kolonia | 32 domy  | 206 mieszkańców |
| Nikisialka Duża | wieś    | 30 domów | 164 mieszkańców |
| Nikisialka Mała | folwark | 2 domy   | 134 mieszkańców |
| Nikisialka Mała | kolonia | 13 domów | 86 mieszkańców  |
| Nikisiałka Mała | wieś    | 11 domów | 63 mieszkańców  |

Współcześnie w gminie Opatów występują Nikisiałka Duża i Nikisiałka Mała

Według spisu powszechnego z roku 2011 w Nikisiałce Dużej było 60 (55 mieszkalnych) budynków i 189 mieszkańców

## Zabytki
- dwór murowany z XVII w., przebudowany w XVIII w.